# Spánverjavígin
Spánverjavígin  ili prijevodu s islandskog  "ubojstva Španjolaca" bio je posljednji masakr u islandskoj povijesti. Neki španjolsko-baskijski kitolovci su otišli na ekspediciju na Island, i bili su ubijeni su nakon sukoba s lokalnim stanovništvom godine 1615 u regiji od Westfjords.

## Pozadina i povijest
U prvoj polovici šesnaestog stoljeća baskijski kitolovci postavili su prvu svjetsku veliku kitolovnu industriju u Terranovi (Labradoru). Središte ove industrije bilo je desetak luka na južnoj obali Labradora. Tijekom vrhunca 1560-tih i 1570-tih flota se sastojala od oko 30 brodova s ljudskom posadom i do 2.000 ljudi, koji su ubijali u regiji 400 kitova svake godine. Do početka sedamnaestog stoljeća baskijski kitolovci su dosegli Island.
Godina 1615.  je bila teška godina na Islandu s ledom uz obalu do kasnog ljeta i znatnim gubitkom stoke. Sredinom ljeta tri baskijska kitolovca brodovi ušla su u Reykjarfjörður u Vestfirdi. Islanđani i Baski imali međusobni dogovor na početku jer su oi jedni i drugi se okoristili tim dogovorom. Kad su brodovi bili spremni za polazak krajem rujna digla se strašna bura te su brodovi odvezeni prema stijenama i skršeni. Većina članova posade je preživjela (oko 80). Kapetani Pedro de Aguirre i Esteban de Telleria prezimili szu na Vatneyri (Patreksfjörður) i otišli kući iduće godine. Posada Martina de Villafrance bila je podijeljenq u dvije skupine: jedna je ušla Ísafjarðardjúp, druga u Bolungarvík te kasnije u Thingeyri.
Dana 13. listopada Martin i drugih 17 iz njegove skupine ubijeni su kod Æðey i Sandeyri u Ísafjarðardjúpu, ali je 5. listopada ostatak posade napadnut na Fjallaskagi gdje je je ubijeno 13 članova posade, ali je jedan uspio pobjeći. Kapetan Martín de Villafranca iz Donostije, čiji su otac i djed su oboje bili uključeni u kitolov po Terra Nova je bio među onima koji su stradali.
Dvije presude koje je potaknuo šerif Ari Magnússon od Ögura, Ísafjarðardjúp u listopadu 1615. i u siječanj 1616. Baski su smatrani "kriminalcima" nakon što su se njihovi brodovi razbili i sukladno islandskoj knjizi zakona iz 1281 odlučeno je da je jedina prava stvar za napraviti pobiti ih što je više moguće.

## Jón učeni i njegov zapis
Jón učeni je napisao kritički zapis u kojem osuđuje odluku lokalnog šerifa o naredbi ubojstava. Jón Učeni pisao o ovim događajima: Sonn frásaga af spanskra mana skipbrotum og slagi (Istiniti zapis španjolskog brodoloma i borbe). Jón kaže da su nepravedno ubijeni. Ne želeći sudjelovati u napadu na njih, on je pobjegao na jug prema Snæfellsnes.

## Vanjske poveznice
- http://www.snjafjallasetur.is/basque2.html